# Pteronymia euritea
Pteronymia euritea är en fjärilsart som beskrevs av Pieter Cramer 1782. Pteronymia euritea ingår i släktet Pteronymia och familjen praktfjärilar. Inga underarter finns listade.

## Bildgalleri

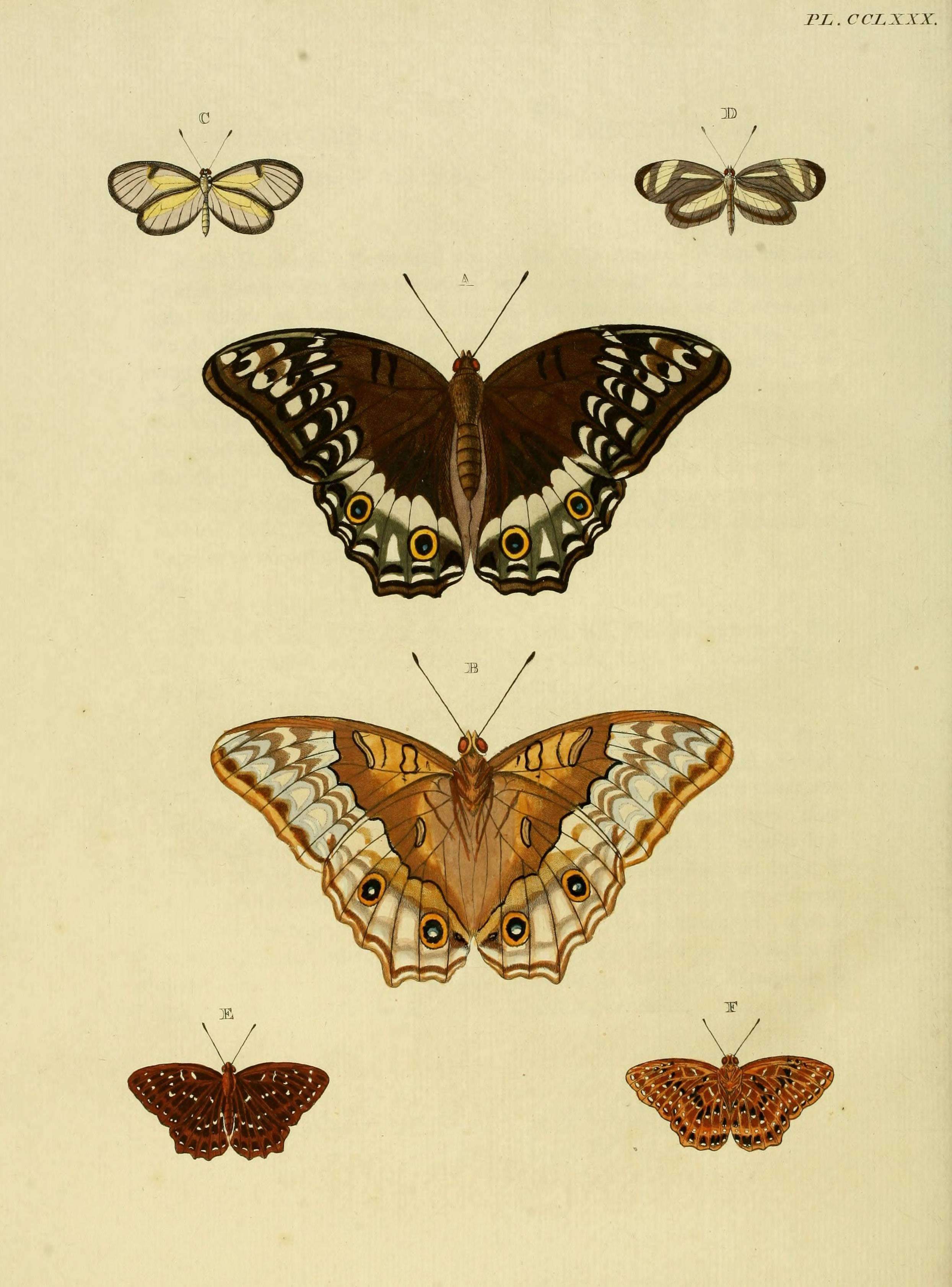
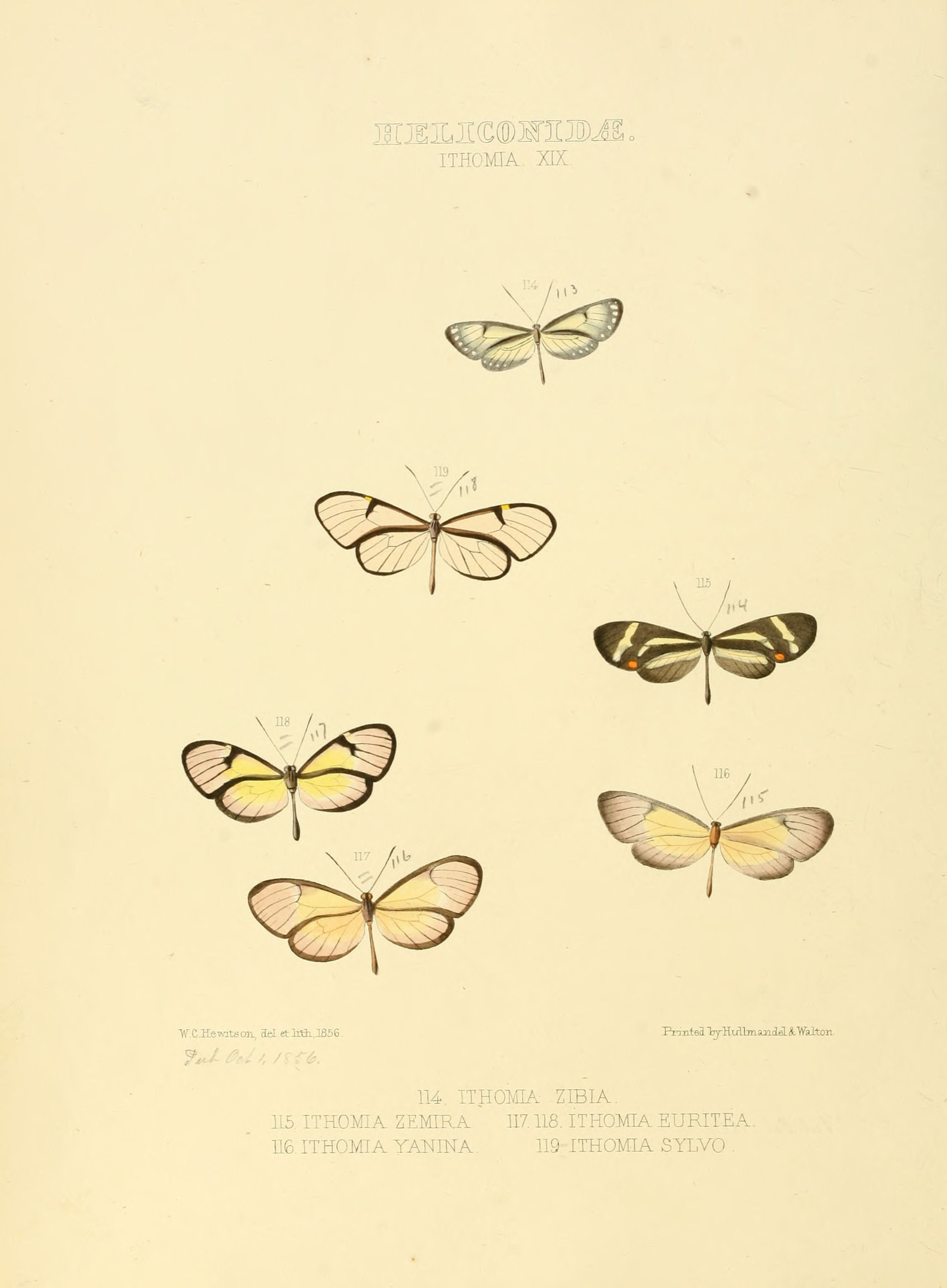